# Theo Keating
Theo Keating (født 1971), også kendt som Fake Blood og Touché , er en musiker fra Storbritannien.